# Galeón de Manila

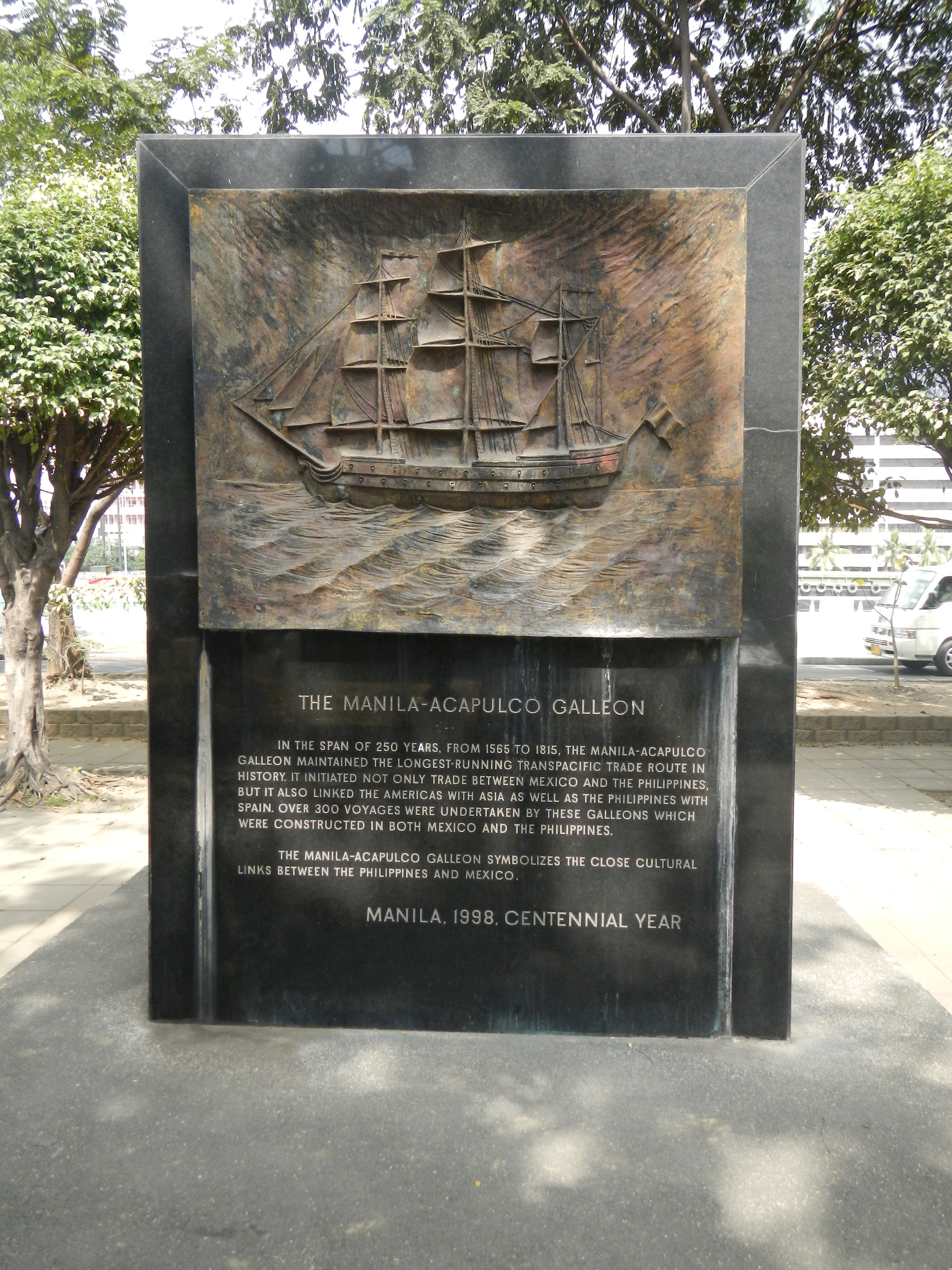
Monumento conmemorativo al Galeón de Manila-Acapulco en la plaza de México de Manila (Filipinas).

El Galeón de Manila, también llamado Nao de China o Galeón de Acapulco, era el nombre con el que se conoce a una serie de naves que cruzaban el océano Pacífico una o dos veces por año entre Manila (Filipinas) y los puertos de Nueva España en América, principalmente Acapulco, Bahía de Banderas (Nayarit), San Blas (Nayarit) y el Cabo San Lucas (Baja California Sur). El nombre del galeón variaba según la ciudad de destino.
Se trata de una ruta y un medio fundamentales para el desarrollo cultural y comercial de la globalización, en el siglo XVI. El servicio fue inaugurado en 1565 por el marinero y fraile español Andrés de Urdaneta, tras descubrir el tornaviaje o ruta de regreso a Nueva España a través del océano Pacífico, gracias a la corriente de Kuroshio de dirección este. El sentido contrario de navegación, de América a Filipinas, ya era conocido desde los tiempos de Magallanes y Elcano en 1521. El trayecto entre Acapulco hasta las Filipinas, incluida la escala en Guam (Agaña), solía durar unos tres meses. El tornaviaje entre Manila y Acapulco podía durar entre cuatro y cinco meses debido al rodeo que hacían los galeones hacia el norte, con el fin de seguir la citada corriente de Kuroshio. 
La línea Manila-Acapulco-Manila fue una de las rutas comerciales más largas de la historia y funcionó regularmente durante dos siglos y medio generando un importante intercambio monetario, comercial  y cultural entre Asia y América  de enorme relevancia. Sin embargo, el derrotero exacto de estas rutas entre México y Filipinas se mantuvo en secreto para proteger a los barcos españoles de la competencia de otras potencias europeas y de los piratas ingleses y neerlandeses. 
El último barco zarpó de Acapulco en 1815 cuando la guerra de Independencia de México interrumpió la ruta, que se intentó recuperar sin éxito durante el Primer Imperio mexicano.
La otra gran ruta comercial española fue la de las Flotas de Indias que surcaban el océano Atlántico entre Veracruz, Cartagena de Indias, Portobelo, La Habana y Sevilla o Cádiz. Parte de las mercancías orientales del Galeón de Manila desembarcadas en Acapulco eran a su vez transportadas por tierra hasta Veracruz, donde se embarcaban en las Flotas de Indias rumbo a la península ibérica y otra menor parte era transportada al Callao (Perú). Por ello, los barcos que zarpaban de Veracruz iban cargados de mercancías de Oriente procedentes de los centros comerciales de las Filipinas, más los metales preciosos, pigmentos y demás recursos naturales de México, Centroamérica y el Caribe.
Casi cincuenta años después de la muerte de Cristóbal Colón, los galeones de Manila finalmente cumplieron su sueño de navegar rumbo al oeste para llegar a Asia a fin de beneficiarse del rico comercio con el océano Índico.

## Colonización y conquista de las Filipinas

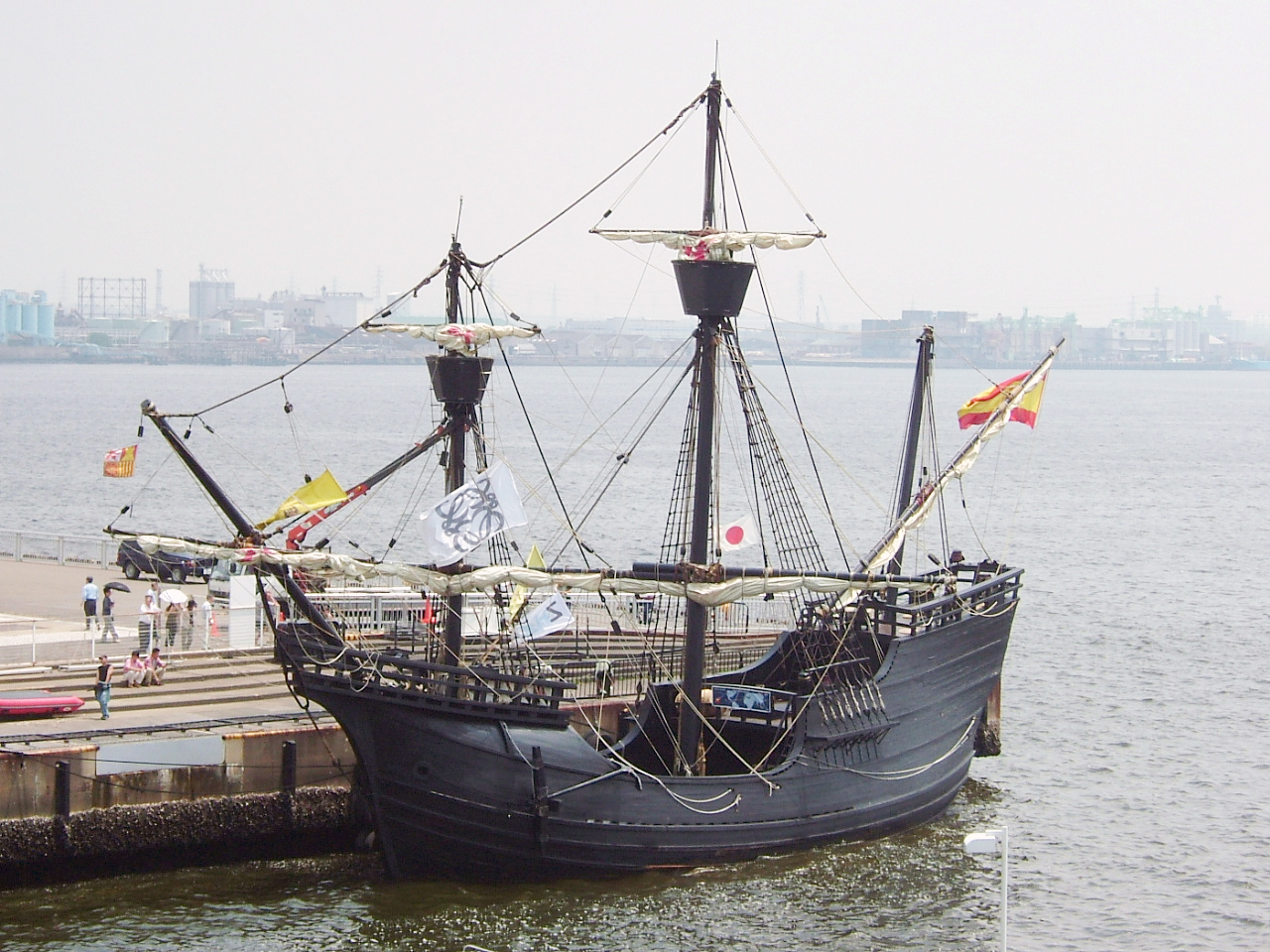
Nao Victoria, réplica de 1991 realizada en Isla Cristina con la que Magallanes llegó a las Filipinas.

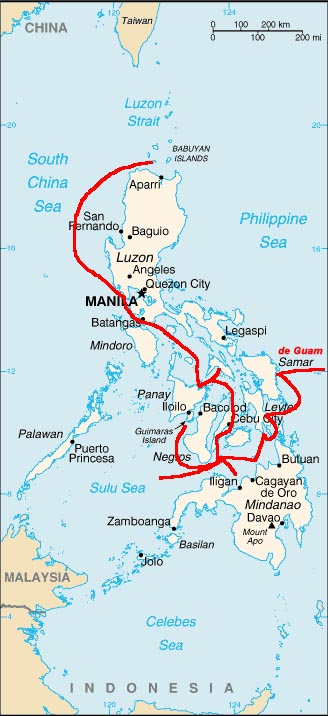
Ruta de Legazpi en el archipiélago filipino.

En la época virreinal de 1521, el navegante Fernando de Magallanes al servicio de España llegó al archipiélago filipino y tomó posesión jurídica de las islas, bajo el trono español, pero sin dejar un solo soldado o español cualquiera en las islas que valiera la colonización de España. Además se quería arrebatar la jurisdicción de las islas del poder de Portugal. Hernán Cortés envió tres barcos rumbo a Asia, que zarparon de Zihuatanejo en 1527. En el camino dos de ellos naufragaron, y el tercero llegó, pero no regresó por no haber encontrado la corriente del retorno. Después en 1541, Ruy López de Villalobos fue enviado por el virrey Antonio de Mendoza para encabezar una expedición hacia las Indias Orientales en busca de nuevas rutas comerciales. Su expedición partió de Puerto de Navidad en 1542 a bordo de cuatro carabelas.
En 1543 la flota tocó la costa austral de la isla de Mindanao, donde exploraron la costa e hicieron contacto con los indígenas malayos. De allí partieron más al oriente hasta alcanzar la Isla de Leyte y las nombraron «islas Filipinas» en honor al príncipe Felipe II. Conquistaron una isla a la que bautizaron como Antonia en honor al virrey. A pesar de ello, a causa del hambre y la falta de refuerzos se contrataron mercenarios procedentes de los señoríos locales, los cuales al cabo de pocos meses traicionaron a los españoles para pasarse al bando lusitano. Los expedicionarios tuvieron que retirarse a buscar refugio en las islas Molucas, dominio portugués. Villalobos murió  en 1544 en la isla de Amboina. El resto de la tripulación consiguió escapar y regresar a Nueva España, donde contaron las historias al virrey, y así se consideró parte de la Nueva España la Capitanía General de Filipinas.
El intento de colonización de Filipinas no terminó ahí. El virrey Luis de Velasco encargó a Miguel López de Legazpi hacerse a la mar en una nueva expedición. Sin embargo, el virrey murió antes de ver ejecutados sus planes, que finalmente fueron puestos en marcha por una representación regia interina compuesta por los oidores Francisco de Ceinos, Jerónimo de Orozco, Pedro de Villanueva y Vasco de Puga. Legazpi Zarpó del Puerto de Navidad en el Reino de la Nueva Galicia (actualmente Estado de Jalisco), el 21 de noviembre de 1564 y en el viaje conquistó Guam, las Islas de Saavedra (Islas Marshall) y las islas Marianas (haciendo escala ahí), y tocó Sámar el 27 de abril de 1565. Hábilmente, López de Legazpi evitó hostilizar a los moradores de las islas, que se decía que «enseñaban ni más por más las vergüenzas al aire».
Por la escasez de productos, Legazpi se vio forzado a trasladarse de isla en isla  merodeando y buscando sitios donde abastecerse y expandir los dominios. El movimiento se vio favorecido, ya que al igual que en México, los habitantes estaban enfrentados y Legazpi logró establecer fácilmente lazos, levantando al poco los primeros asentamientos españoles: la Villa del Santísimo Nombre de Jesús y Villa de San Miguel.

## Descubrimiento de la ruta

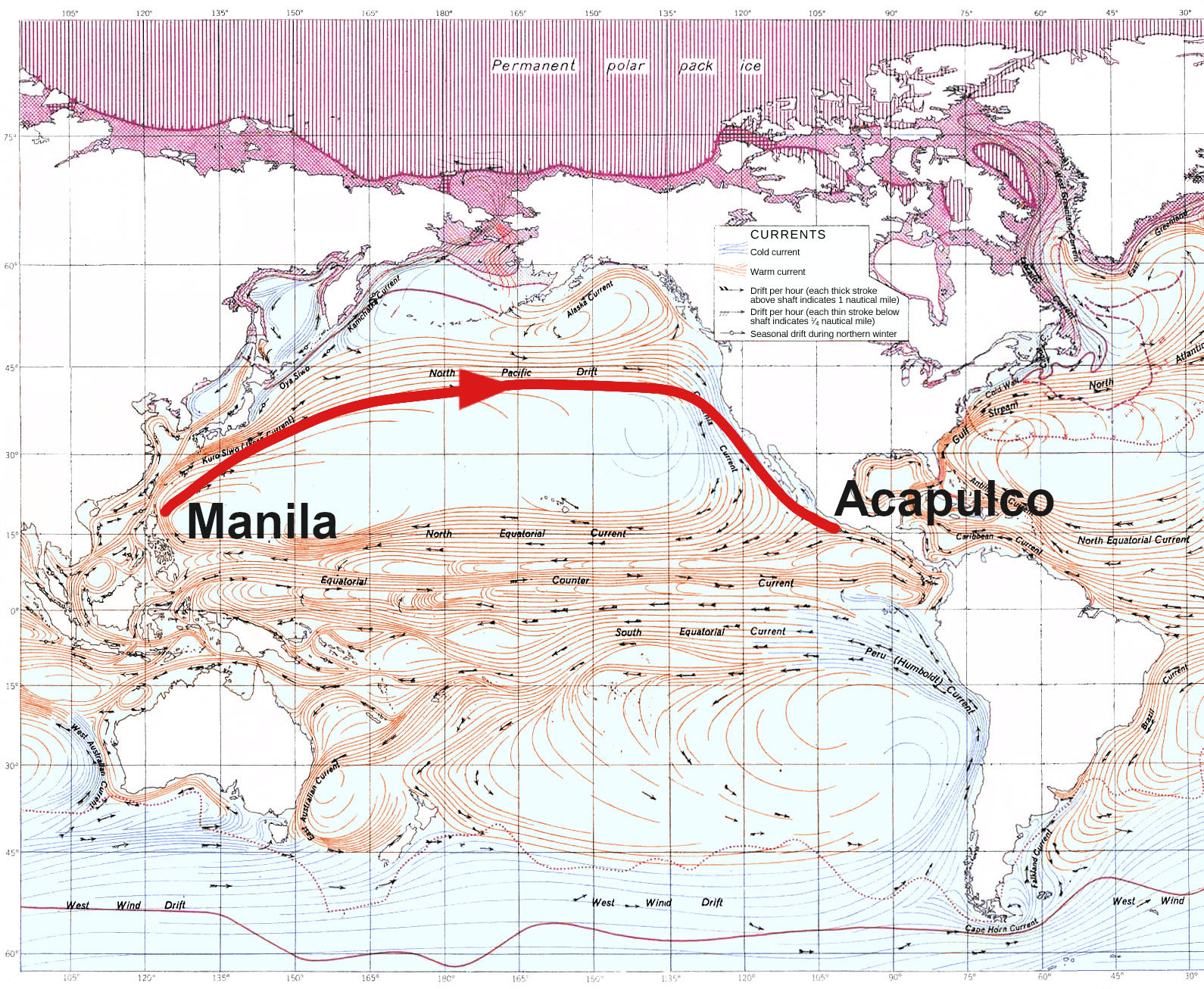
Ruta del tornaviaje de Filipinas a Acapulco, México.

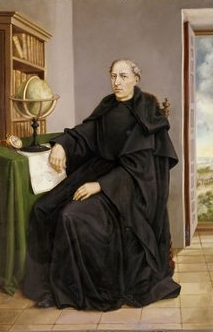
Andrés de Urdaneta.

El galeón de Manila comenzó cuando Andrés de Urdaneta, navegando en un convoy comandado por Miguel López de Legazpi, descubrió una ruta de regreso desde la ciudad de Cebú a México en 1565. Intentando regresar a la flota, algunos se dividieron en dirección sur. Urdaneta que tenía noticia en la Nueva España y en sus experiencias había sido aleccionado por el piloto Macías del Poyo, que fue el encargado de los intentos de Álvaro de Saavedra Cerón, en que el tornaviaje se lograría navegando más hacia el norte antes de dirigirse al este; así aprovecharía los vientos del oeste que lo llevarían de vuelta a la costa occidental de América del Norte. Aunque se embarcó a 38 grados Norte antes de virar hacia el este, su corazonada dio sus frutos, y alcanzó la costa cerca del cabo Mendocino, en la actual California, y luego siguió la costa meridional, hasta San Blas y luego a Acapulco. La mayor parte de su tripulación murió en el largo primer viaje, ya que no llevaban provisiones suficientes. 
En el siglo XVIII se comprendió que una ruta menos al norte era también suficiente, pero los navegantes del galeón tenían bien clara la prohibición de navegar por la accidentada costa de la Alta California si quedaban inmovilizados por la niebla. Según el historiador William Lytle Schurz:

Por lo general, se dirigían a tierra cuando caía la costa, en algún lugar entre punta Concepción y el cabo San Lucas... Después de todo, eran fundamentalmente barcos mercantes, y el negocio de la exploración caía fuera de su campo, aunque las oportunidades de descubrimientos fueran bienvenidas.
They generally made their landfall well down the coast, somewhere between Point Conception and Cape San Lucas... After all, these were preeminently merchant ships, and the business of exploration lay outside their field, though chance discoveries were welcomed.
William Lytle Schurz.

La primera motivación para la exploración de la Alta California fue encontrar posibles escalas para los galeones de Manila desgastados por el mar en la última etapa de su viaje. Las primeras propuestas llegaron al poco, pero a finales del siglo XVIII varios de los galeones de Manila hacían escala en Monterrey.
Los viajes eran largos y duros y mucha gente moría en ellos, víctimas del escorbuto o del hambre. Había ocasiones en las que se pagaban enormes sumas de dinero por la carne fresca de las ratas que pululaban en las bodegas. A esto había que sumarle el peligro de las incursiones de piratas, aunque, teniendo en cuenta que en los más de 250 años que duró esta ruta comercial solo fueron capturados cuatro galeones, se puede decir que el problema de la piratería era bastante secundario. Otros problemas eran los temporales y la calma chicha, ya que al no haber viento era imposible que los galeones avanzaran.

## Comercio de plata y especias

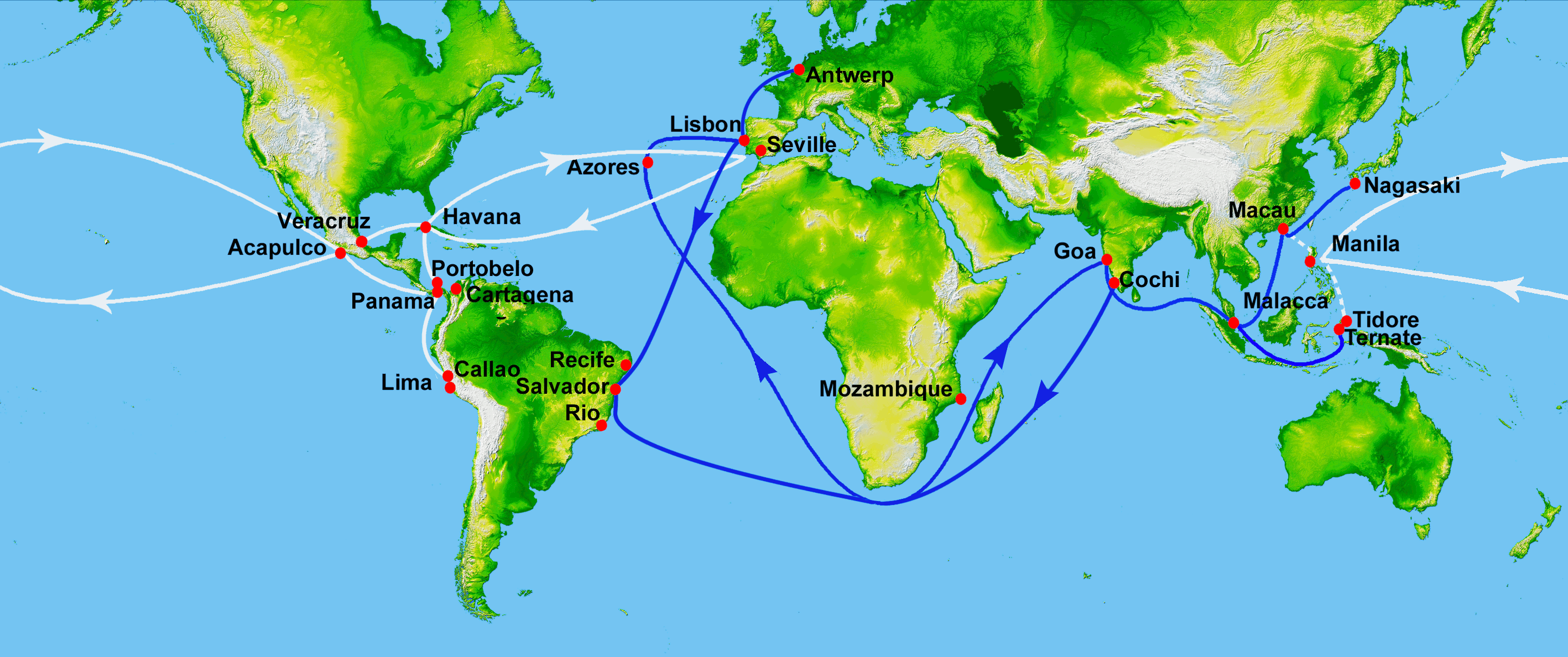
La ruta comercial Manila-Acapulco se inició en 1568 (blanco) y la ruta comercial rival portuguesa del este (azul) desde 1479-1640.

El comercio sirvió como fuente fundamental de ingresos en los negocios de los colonos españoles que vivían en las islas Filipinas. Un total de 110 galeones de Manila se hicieron al mar en los 250 años del galeón de Manila a Acapulco (1565 a 1815). Hasta 1593, tres o más barcos zarpaban al año de cada puerto. El comercio de Manila se llegó a convertir en algo tan lucrativo que los comerciantes de Sevilla elevaron al rey Felipe II de España una queja sobre sus pérdidas, y consiguieron que, en 1593, una ley estableciese un límite de solo dos barcos navegando cada año partiendo de cualquiera de los puertos, con uno quedando en reserva en Acapulco y otro en Manila. Una «armada», una escolta armada, también se admitía.
Con tales limitaciones era fundamental construir el galeón lo más grande posible, llegando a ser la clase de barcos conocidos construidos más grande en cualquier lugar hasta ese momento. En el siglo XVI, tenían de media de 1700 a 2000 toneladas, y eran construidos con maderas de Filipinas y podían llevar a un millar de pasajeros. La Concepción, que naufragó en 1638, tenía una eslora de 43 a 49 metros y desplazaba unas dos mil toneladas. El Santísima Trinidad tenía 51,5 metros de largo. La mayoría de los barcos fueron construidos en las Filipinas y solo ocho en México. 
La plata de la Corona española, proveniente de la enorme producción de las minas de Potosí del Virreinato del Perú y de Zacatecas del Virreinato de México se volvieron fundamental para el Imperio chino bajo la Dinastía Ming, ya que los lingotes de plata tomaron preponderancia como la moneda principal, un liang (36 gramos) era equivalente a 1000 piezas de cobre y, durante la siguiente dinastía Qing o Manchú, sustituyó por completo la emisión del billete o papel moneda chino, que dejó de circular en 1576.  
Los galeones llevaban especias (pimienta, clavo y canela), porcelana, marfil, laca y elaboradas telas (tafetanes, sedas, terciopelo, raso), recogidas tanto de las islas de las Especias como de la costa asiática del Pacífico, mercancías que se vendían en los mercados europeos. También llevaban artesanía china, biombos japoneses, abanicos, espadas japonesas, alfombras persas, jarrones de la dinastía Ming y un sinfín de productos más. Asia oriental comerciaba principalmente con un patrón plata, y los bienes eran comprados principalmente con la plata mexicana. Los cargamentos fueron transportados por tierra a través de México hasta el puerto de Veracruz, en el golfo de México, donde fueron reembarcados en la flota de Indias con destino a la Península. Esta ruta fue la alternativa de viaje hacia el oeste por el océano Índico, y alrededor del cabo de Buena Esperanza, que estaba reservada a Portugal de acuerdo con el Tratado de Tordesillas. También evitaba la escala en los puertos controlados por los poderes de la competencia, como Portugal y los Países Bajos. Desde los primeros días de la exploración, los españoles sabían que el continente americano era mucho más estrecho a través del istmo de Panamá que a través de México. Se trató de establecer un cruce regular por tierra allí, pero la espesa selva, y la malaria lo hicieron imposible.
Tomaba cuatro meses cruzar el océano Pacífico entre Manila y Acapulco y los galeones eran el principal vínculo entre las Filipinas y la capital del virreinato en la Ciudad de México y desde allí con la misma España. Muchos de los llamados «kastilas» o españoles en Filipinas eran en realidad de origen mexicano, y la cultura hispana de Filipinas está bastante cercana a la cultura mexicana. Así que cuando México finalmente obtuvo su independencia los dos países continuaron el comercio, a excepción de un breve período de calma durante la guerra hispano-estadounidense. Los galeones de Manila navegaron en el Pacífico durante casi tres siglos, proporcionando a España sus cargamentos de artículos de lujo, beneficios económicos e intercambio cultural.
El comercio de bienes y los intercambios de personas no se limitaba a México y Filipinas en el sentido de que Guatemala, Panamá, Ecuador y Perú también sirvieron como corrientes suplementarias a la principal entre México y Filipinas.
Los naufragios de los galeones de Manila son leyendas seguidas solamente por los naufragios de los galeones en el Caribe. En 1568, el propio barco de Miguel López de Legazpi, la San Pablo (de trescientas toneladas), fue el primer galeón de Manila en resultar destruido en el camino hacia México.
El galeón de Manila terminó cuando México consiguió su independencia de España en 1821. La Corona española mantendría el control directo de las Filipinas, pero ya no tenía acceso a la plata de sus virreinatos americanos ya independizados. De otro lado, la balanza comercial se volteo a mano de los británicos con la aparición del opio sembrado de sus colonias de la India, siendo una droga, su dependencia adictiva terminó por corromper a todo el Imperio Chino de la Dinastía Qing. 
Asimismo, a mediados de los años 1800 la invención de los barcos a vapor y la apertura del canal de Suez redujeron el tiempo de viaje de la España peninsular a las Filipinas a cuarenta días.

## Hawái
Durante doscientos cincuenta años, cientos de galeones de Manila viajaron desde el actual México a las Filipinas, con su ruta discurriendo al sur de las islas hawaianas. Y, sin embargo, no hay registros históricos sobre algún contacto entre ambas culturas. Aunque Henry Kamen sostiene que los españoles no tenían la capacidad de explorar el océano Pacífico, los galeones españoles dominaron el comercio transpacífico durante dos siglos y medio, y fueron expediciones españolas las que descubrieron la ruta entre Asia y América (del Galeón de Manila). Fueron navegantes españoles los que descubrieron las islas Marianas, las islas Carolinas y las Filipinas en el Pacífico Norte, así como las Tuvalu, las Marquesas, las Salomón y Nueva Guinea en el Pacífico Sur. Expediciones españolas en busca de la Terra Australis también descubrieron las islas Pitcairn y las Nuevas Hébridas (hoy Vanuatu) en el siglo XVII. Todavía hoy la isla principal del archipiélago de las Vanuatu se llama Espíritu Santo, bautizada así por Pedro Fernández de Quirós en 1606.

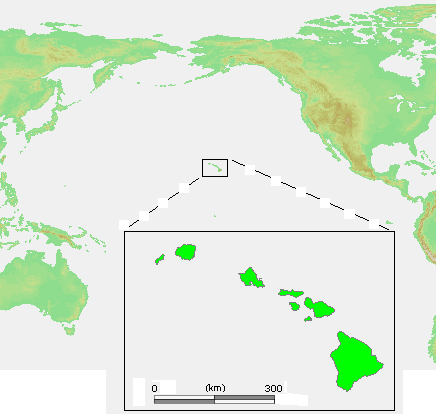
Localización del archipiélago de Hawái en el océano Pacífico.

Existen posibilidades de que exploradores españoles llegaran a las islas de Hawái dos siglos antes de la primera visita del capitán James Cook en 1778. Ruy López de Villalobos comandó una flota de seis barcos que partió de Acapulco en 1542 con un marino español llamado Juan Gaetano a bordo como piloto. Dependiendo de la interpretación, los informes de Gaetano parecen describir el descubrimiento de Hawái o de las islas Marshall en 1555. Si se tratase de Hawái, Gaetano habría sido uno de los primeros europeos que llegaron a las islas. Algunos estudiosos han rechazado estos argumentos.
A partir de 1565, la ruta descubierta por Andrés de Urdaneta permitió a los galeones de Manila navegar regularmente entre México y Filipinas estableciendo un comercio transpacífico que duraría dos siglos y medio. El derrotero exacto de estas rutas se mantuvo en secreto para proteger los barcos españoles de la competencia de otras potencias europeas, y de los piratas ingleses y neerlandeses. Debido a esta política de secretismo, es posible que navegantes españoles descubrieran Hawái pero no dieran a conocer dicho descubrimiento debido a esa política de discreción. Por tanto, habría permanecido desconocido para la historia. Del relato de Gaetano se entiende que las islas Hawái no tenían recursos minerales como oro o plata, y por tanto no habría habido interés en colonizarlas. Los archivos españoles contienen una carta marina que muestra unas islas en la misma latitud de Hawái, pero con una longitud de diez grados al este del archipiélago. En ese manuscrito, la isla de Maui aparece con el nombre de «La Desgraciada», y lo que parece ser la isla de Hawái aparece como «La Mesa». Islas parecidas a Kahoolawe, Lanai y Molokai aparecen como «Los Monjes».
William Ellis, un escritor y misionero en el siglo XIX de Hawái, registró varios cuentos populares sobre extranjeros que habrían visitado Hawái antes del primer contacto con Cook. Según el escritor hawaiano Herb Kawainui Kāne, una de estas historias: 

(...) trataba de siete extranjeros que desembarcaron hace ocho generaciones en la bahía de Kealakekua en un barco pintado con un toldo o dosel sobre la popa. Iban vestidos con prendas en blanco y amarillo, y uno llevaba una espada a un lado y una pluma en el sombrero. Al desembarcar, se arrodilló en oración. Los hawaianos, muy obsequiosos con los más indefensos, los recibieron amablemente. Los extranjeros en última instancia se casaron con las familias de los jefes, pero sus nombres no pudieron ser incluidos en las genealogías.
(...) concerned seven foreigners who landed eight generations earlier at Kealakekua Bay in a painted boat with an awning or canopy over the stern. They were dressed in clothing of white and yellow, and one wore a sword at his side and a feather in his hat. On landing, they kneeled down in prayer. The Hawaiians, most helpful to those who were most helpless, received them kindly. The strangers ultimately married into the families of chiefs, but their names could not be included in genealogies.
Herb Kawainui Kāne. 

Continúa el debate sobre si las islas Hawái fueron realmente visitadas por los españoles en el siglo XVI, con algunos investigadores, como Richard W. Rogers, en busca de pruebas de restos de naufragios españoles.

## Galeón de Manila en elsigloXVI
- Cristo de Burgos, naufragado en 1582 de camino a Acapulco.[18]
- San Felipe, naufragó en 1596, arribando a Nagasaki, donde fue saqueado y su tripulación martirizada.[19]
- Santa Ana, apresado por el inglés Cavendish en 1587 en la bahía de cabo San Lucas.[20]

## Galeón de Manila en elsigloXVII
- San Diego, naufragó en 1600 en la bahía de Manila tras combate con el holandés Oliverio van Noort.[21]
- San Francisco, naufragó en 1609, cerca de Chiba (Japón).[22][23][24]
- Concepción, naufragó en 1638.[25]

## Galeón de Manila en elsigloXVIII
Esta es una lista de navíos del siglo XVIII que sirvieron como galeón de Manila:
- Sacra Familia. (hace la ruta de 1718 hasta 1730) Construido en Cavite (Filipinas).[27]

- Nuestra Señora de la Guía, Santo Cristo de la Misericordia y San Francisco de las Lágrimas (construido en 1727): Más conocido por el nombre de La Guía, sería el primer navío construido en Filipinas según las nuevas proporciones de Antonio Gaztañeta.[26]
- Nuestra Señora de Covadonga (construido en 1730), capturado por los ingleses en 1743.
- Nuestra Señora del Pilar de Zaragoza (construido en 1731), naufragado en 1750.
- Nuestra Señora del Rosario y los Santos Reyes (construido en 1741).
- Nuestra Señora del Rosario y San Juan Bautista (entra en servicio en 1747).
- Santísima Trinidad y Nuestra Señora del Buen Fin (construido en 1751), resultó capturado por los ingleses en 1762.

## Galeón de Manila en elsigloXIX
- Fernando de Magallanes, en el que en 1805 viajó la Real Expedición Filantrópica de la Vacuna del médico Francisco Javier Balmis.[28]

- San Fernando, fue el último galeón de Manila, que zarpó en 1815 del puerto de Acapulco en dirección a Manila.